# Pattinaggio di velocità ai XXIV Giochi olimpici invernali - Inseguimento a squadre maschile
La gara dell'inseguimento a squadre maschile di pattinaggio di velocità dei XXIV Giochi olimpici invernali di Pechino è stata disputata il 13 e il 15 febbraio 2022 sulla pista del National Speed Skating Oval. Vi hanno partecipato 8 squadre.
La competizione è stata vinta dalla squadra norvegese, mentre l'argento e il bronzo sono andati rispettivamente alla squadra del ROC e a quella statunitense.

## Record
Prima della competizione il record del mondo e il record olimpico erano i seguenti:
| Record mondiale | 3'34"47 | Stati Uniti Joey Mantia Emery Lehman Casey Dawson                | 5 dicembre 2021 Salt Lake City, Stati Uniti |
| Record olimpico | 3'37"08 | Norvegia Håvard Bøkko Simen Spieler Nilsen Sverre Lunde Pedersen | 21 febbraio 2018 Gangneung, Corea del Sud   |

Durante la competizione è stato battuto il seguente record:
| Data        | Evento       | Nazione | Atleti                                          | Tempo   | Record          |
| ----------- | ------------ | ------- | ----------------------------------------------- | ------- | --------------- |
| 15 febbraio | Semifinale 2 | ROC     | Daniil Aldoškin Sergej Trofimov Ruslan Zacharov | 3'36"62 | Record olimpico |

## Risultati

### Quarti di finale
| Pos. | Batteria | Nazione       | Atleti                                                    | Tempo   | Distacco | Note |
| ---- | -------- | ------------- | --------------------------------------------------------- | ------- | -------- | ---- |
| 1    | 3        | Norvegia      | Hallgeir Engebråten Peder Kongshaug Sverre Lunde Pedersen | 3'37"47 | -        | QSF1 |
| 2    | 3        | Stati Uniti   | Ethan Cepuran Casey Dawson Emery Lehman                   | 3'37"51 | +0"04    | QSF2 |
| 3    | 4        | ROC           | Daniil Aldoškin Sergej Trofimov Ruslan Zacharov           | 3'38"67 | +1"20    | QSF2 |
| 4    | 2        | Paesi Bassi   | Marcel Bosker Sven Kramer Patrick Roest                   | 3'38"90 | +1"43    | QSF1 |
| 5    | 2        | Canada        | Jordan Belchos Ted-Jan Bloemen Connor Howe                | 3'40"18 | +2"70    | QFC  |
| 6    | 1        | Corea del Sud | Chung Jae-won Kim Min-seok Lee Seung-hoon                 | 3'41"89 | +4"42    | QFC  |
| 7    | 1        | Italia        | Davide Ghiotto Andrea Giovannini Michele Malfatti         | 3'42"04 | +4"57    | QFD  |
| 8    | 4        | Cina          | Lian Ziwen Wang Haotian Xu Fu                             | 3'52"25 | +14"78   | QFD  |

### Semifinali
| Pos.         | Nazione     | Atleti                                                    | Tempo   | Distacco | Note |
| ------------ | ----------- | --------------------------------------------------------- | ------- | -------- | ---- |
| Semifinale 1 |             |                                                           |         |          |      |
| 1            | Norvegia    | Hallgeir Engebråten Peder Kongshaug Sverre Lunde Pedersen | 3'38"28 | -        | QA   |
| 2            | Paesi Bassi | Marcel Bosker Sven Kramer Patrick Roest                   | 3'39"62 | +1"34    | QB   |
| Semifinale 2 |             |                                                           |         |          |      |
| 1            | ROC         | Daniil Aldoškin Sergej Trofimov Ruslan Zacharov           | 3'36"62 | -        | , QA |
| 2            | Stati Uniti | Ethan Cepuran Casey Dawson Emery Lehman                   | 3'37"05 | +0"44    | QB   |

### Finali
| Pos.     | Nazione       | Atleti                                                    | Tempo    | Distacco | Note |
| -------- | ------------- | --------------------------------------------------------- | -------- | -------- | ---- |
| Finale A |               |                                                           |          |          |      |
| Oro      | Norvegia      | Hallgeir Engebråten Peder Kongshaug Sverre Lunde Pedersen | 3'38"07  | -        |      |
| Argento  | ROC           | Daniil Aldoškin Sergej Trofimov Ruslan Zacharov           | 3'40"46  | +2"39    |      |
| Finale B |               |                                                           |          |          |      |
| Bronzo   | Stati Uniti   | Casey Dawson Emery Lehman Joey Mantia                     | 3'38"81  | -        |      |
| 4        | Paesi Bassi   | Marcel Bosker Sven Kramer Patrick Roest                   | 3'41"62  | +2"81    |      |
| Finale C |               |                                                           |          |          |      |
| 5        | Canada        | Jordan Belchos Ted-Jan Bloemen Tyson Langelaar            | 3'40"390 | -        |      |
| 6        | Corea del Sud | Chung Jae-won Kim Min-seok Park Seong-hyeon               | 3'53"770 | +13"38   |      |
| Finale D |               |                                                           |          |          |      |
| 7        | Italia        | Davide Ghiotto Andrea Giovannini Michele Malfatti         | 3'44"20  | -        |      |
| 8        | Cina          | Lian Ziwen Wang Haotian Xu Fu                             | 3'53"58  | +9"38    |      |